# Lijst van Roeselarenaars
Deze lijst van Roeselarenaars betreft bekende personen die in de Belgische stad Roeselare geboren zijn of er hebben gewoond.

## A
- Michel Aerbeydt (1880-1939), senator, schepen
- Saturnijn Aerbeydt (1913-1996), eerste voorzitter sportraad Roeselare, directeur Bank van Roeselare, maecenas Ten Elsberge
- Albert Alleman (1892-1933), kunstschilder
- Ange Angillis (1776-1844), burgemeester Rumbeke, volksvertegenwoordiger
- Ange Angillis (1830-1870), archivaris
- Roland Aper (1940), wielrenner
- Ernest Apers (1883-1959), architect
- Ivan Arteschene (1934-2011), meervoudig Belgisch kampioen gewichtheffen

## B
- Jules Babylon (1903-1985), bioscoopuitbater
- Mik Babylon (1935-2006), volksvertegenwoordiger
- Benoni Beheyt (1940), wielrenner, wereldkampioen
- Filip Benoot (1957-2023), voetballer
- Albert Biesbrouck (1917-1981), burgemeester 1977-1981
- Joseph Billiau (1886-1960), schepen, waarnemend burgemeester 1946-1947, ACW-voorzitter
- Paul Byttebier (1923-2016), schepen, arts
- Theophile Byttebier (1851-1924), wegenbouw-aannemer (Firma Byttebier)
- Alfons Blomme (1889-1979), kunstschilder
- Gilbert Bonte (1929-2013), stichter Maten van Peegie, cultuurmaecenas
- Nel Bonte (1986), kunstenares
- Françoise Bostoen (1963), Miss België 1983
- Tim Boury, Sterrenchef
- Broeder Adolf (1869-1950), actief in onderhoud veldgraven na Eerste Wereldoorlog
- Fernand Bril (1942-2008), bedrijfsleider, voorzitter Club Roeselare (voor fusie)
- Louis Bril (1939), staatssecretaris, volksvertegenwoordiger
- Leon Bruggeman (1923-2006), vakbondsman, verdienstelijk voor seizoensarbeiders in Frankrijk
- Simonne Brugghe (1922-1987), verzetsstrijdster
- Paul Bulcke (1954), bestuurder, voorzitter van Nestlé

## C
- Cecilia Callebert (1884-1978), componiste-pianiste
- Ferdinand Callebert (1831-1908), schilder, schepen, directeur kunstacademie
- Karel Callebert (1837-1900), priester en schrijver
- Ferdy Callewaert (1944), heemkundige, pionier toerisme, conservator Wielermuseum
- Roland Cambier (1925), meervoudig Belgisch kampioen judo
- Jozef Camerlynck (1904-1976), bankdirecteur, oprichter vzw Onze Kinderen
- Clément Carbon (1835-1907), beeldhouwer
- Emiel Carbon (1864-1971), honderdjarige, vrijwillig brandweerman
- Alfons Carlier (1845-1912), schepen en Vlaams voorman
- Victor Allard Cauwe (1848-1925), brouwer
- Ludovicus Caytan (1742-1813), priester, zette zich in tegen bedelarij en Franse bezetting
- Abdelaziz Charkaoui Hajri (1951), eerste schepen van allochtone afkomst 1995-1998
- Carll Cneut (1969), schrijver, illustrator
- Griet Coppé (1957), schepen, Vlaams parlementslid
- Jan Joost van Cossiau (1662-ca.1732), kunstschilder
- Hugo Coussée (1936-1991), bedrijfsleider, pionier en voorzitter Knack Roeselare
- Domien Cracco (1790-1860), priester-schrijver
- Emiel Cracco (1899-1952), fotograaf

## D
- Lieven Debrauwer (1969), regisseur
- Karel de Brouckère (1797-1850), burgemeester Roeselare 1830-1847
- Léon de Brouckère (1885-1944), luchtvaartpionier
- Louis de Brouckère (1870-1951), socialistisch volksvertegenwoordiger
- Jozef De Bruycker (1891-1942), architect
- Krist De Bruyn (1962-2005), chef-kok sterrenrestaurant Bistro Novo, chef van het jaar 2005
- Michiel De Bruyne (1927-2009), heemkundige
- Frédérik Deburghgraeve (1973), olympisch zwemkampioen Olympische Zomerspelen 1996
- Benari Deceuninck (1894-1972), stichter Deceuninck Plastics en Bussen
- Jacques de Chastellus (1894-1957), schilder
- Helena Deckmyn (1924), eerste vrouwelijke C.O.O.-voorzitter
- Kris Declercq (1972), burgemeester
- Raf Decock (1908-1995), master Decock, oprichter scouts Roeselare
- Ignace Defever (1972), hoteleigenaar De Bonte Os Hotel & Tower
- Odiel Defraeye (1888-1965), wielrenner, eerste Belg die ooit de Tour de France won (1910)
- Edward De Gryse (1848-1909), sociaal bewogen priester
- Steven Degryse (Lectrr) (1979), cartoonist
- Godfried Dejonckheere (1952), atleet
- Martha Dejonckheere (1761-1842), stichter Zusters van Liefde
- Joseph Delbaere (1887-1972), heemkundige Rumbeke, voorzitter bouwmaatschappij 'Eigen Heerd'
- Frans Delbeke (1890-1947), schrijver, fincancier van Gerard Walschap
- Julien Delbeke (1859-1916), schepen, schrijver
- Paul Delbeke (1831-1899), stichter-bedrijfsleider La Linière de Roulers/Rousselaarsche Vlasmaatschappij
- Jozef Deleu (1937), stichter Ons Erfdeel
- Thierry de Limburg Stirum (1827-1911), graaf van Rumbeke, historicus
- Henri de Limburg Stirum (1864-1953), graaf van Rumbeke, burgemeester van Rumbeke 1904-1946
- Marcel Delodder (1925-2016), burgemeester Rumbeke
- Brigitte De Man (1957), actrice
- Robert De Man (1900-1978), burgemeester 1965-1976
- Jules De Meester (1857-1933), uitgever-drukker, oprichter Cultura
- Louis De Meester (1904-1987), componist
- Marie-Louise De Meester (1857-1928), stichtster Zusters Missionarissen van De Jacht
- Rita Demeester (1946-1993), schrijfster
- Hendrik Demoen (1895-1969), oorlogsburgemeester
- Emiel Demonie (1846-1890), priester-schrijver, leraar Albrecht Rodenbach
- Joseph De Nolf (1890-1979), burgemeester 1947-1964
- Rik De Nolf (1949), CEO Roularta Media Group
- Willy De Nolf (1917-1981), oprichter Roularta
- Dirk Denoyelle (1964), cabaretier
- Achiel Denys (1878-1933), spilfiguur binnen Vlaamse beweging Roeselare
- Daniël Denys (1938-2008), burgemeester 1981-2005
- Edmond Denys (1865-1923), aalmoezenier van de Fransmans
- Henri Denys (1921-1998), bedrijfsleider, liberaal boegbeeld na de Tweede Wereldoorlog
- Lieve Denys (1922-2012), feministe, genealoog, stichter V.V.F. Roeselare
- Willem Denys (1911-1983), schrijver-volkskundige
- Louis Derdeyn (1827-1887), pianobouwer, componist, dirigent
- Edward De Saegher (1875-1939), deken van Roeselare, oprichter parochies Heilig-Hart en Sint-Jozef
- Ceriel Désal (1999), wielrenner
- Joseph Desimpel (1927-2017), kunstschilder
- Gilbert Desmet (1931-2024), wielrenner
- Johan De Stoop (1824-1898), componist
- Joseph Destrooper (1880-1951), eerste directeur Sociale Werken (VTI), aalmoezenier christelijk vakbeweging
- Jakob I de Thiennes (1470-1534), graaf van Rumbeke, bouwheer Kaasterkasteel, raadgever Keizer Karel V
- Patrick Develtere (1961), voorzitter ACW
- Emiel Devos (1886-1964), kunstschilder
- Antoon Deweerdt (1927-2011), heemkundige, schooldirecteur, voorzitter bloedtransfusiecentrum
- Paul Deweerdt (1940-1998), kunstschilder
- Brecht Dewyspelaere (1992-2023), volleyballer
- Adiel Dierkens (1878-1951), socialistisch volksvertegenwoordiger
- Gerard Dochy (1903-1990), burgemeester van Oekene 1939-1976
- Alexander Doom (1997), atleet
- René Doom (1884-1961), architect-stadsbouwmeester
- Constantijn Dubois (1796-1870), burgemeester van Roeselare 1860-1869
- Karel Dubois (1895-1956), kanunnik, oprichter KSA West-Vlaanderen
- Emiel Duyvewaardt (1849-1926), kunstschilder-binnenhuisdecorateur

## F
- Roger Fieuw (1922-1960), schrijver-kunstkenner
- Jozef Flipts (1920-1989), stadsbeiaardier

## G
- Guido Gezelle (1830- 1899), priester-leraar aan het Klein Seminarie Roeselare

## H
- Philippe Hallein, diocesaan rechter, kanunnik.
- Joseph Hanoulle (1894-1976), componist-organist, directeur muziekacademie
- Abraham Hans (1882-1939), schrijver
- Jan Himpe (1921-2007), toneelspeler, secretaris-bezieler 'Kunst Veredelt'
- Laura Hoet (1915-2010), ziekenhuisbestuurder
- Geert Hoornaert (1945-2012), schrijver-heemkundige
- Henri Horrie (1807-1901), kunstenaar en Vlaams voorman
- Michèle Hostekint (1976), schepen, Vlaams parlementslid
- Patrick Hostekint (1950), politicus
- Roger Hostekint (1918-1999), politicus
- Pascal Houbaert (1961-2010), woordvoerder federaal voedselagentschap
- Loes Hubrecht (1994), atlete
- Lien Huyghebaert (1982), atlete

## I
- Jürgen Ingels (1971), ondernemer en durfkapitalist
- William Ingels (1947-2010), volleybalspeler, pionier Knack Roeselare
- Moeder Ida (Ida Iweins) (1876-1962), stichter 'Heilig Elisabeths Liefdewerk', voorloper 'Onze Kinderen'

## J
- Carmen Jonckheere (1953-1992), actrice
- Henri Jonckheere (1851-1910), stichter carrosseriebedrijf Jonckheere, later VDL Bus Roeselare
- Martine Jonckheere (1956), actrice

## K
- Hans Kluge (1968) Arts, Europees directeur Wereldgezondheidsorganisatie
- KATNUF (2001), zanger

## L
- Jules Lagae (1862-1931), beeldhouwer
- Arthur Lambrecht (1904-1963), schilder
- Constant Lambrecht (1915-1993), schilder
- Julia Lamote (1897-1974), vakbondsvrouw, stichtster KAV
- Robert Lawet (ca. 1530-ca. 1596), rederijker
- Daniël Lefevere (1923-2012), oprichter-bezieler turnkring Flink & Fris
- Patrick Lefevere (1955), ploegleider Quick Step
- Petrus Paulus Lefevere (1804-1869), missionaris en hulpbisschop van Detroit
- Geert Lepez (1925-1987), fotograaf-cineast
- Louis Leyn (1829-1910), schepen in Rumbeke, financier parochie Beitem
- Jozef Lievens (1907-1985), burgemeester van Beveren (Roeselare) 1947-1964
- Karel Lievens (1921-1999), onderwijzer en heemkundige
- Ronny Ligneel (1964), atleet
- Ignace Lowie (1958), politicus

## M
- Freddy Maertens (1952), wielrenner, wereldkampioen, winnaar van de Vuelta 1977
- Jan Mahieu-Liebaert (1874-1947), burgemeester 1908-1946
- Geert Malisse (1955), componist, muziekpedagoog, dirigent en organist
- Luc Martens (1946), burgemeester, Vlaams minister van cultuur (1995-1999)
- Jérôme Maselis (1897-1937), stichter-bedrijfsleider AVIX (later Maselis), pionier mengveevoederindustrie
- Hector Martin (1898-1972), wielrenner
- Eric Matyn (1934-2010), stichter-voorzitter Roeselaarse Klokkengilde, klokkenluider
- Bernard Mioen (1774-1951), kunstschilder
- Jean-Pierre Monseré (1948-1971), wielrenner, wereldkampioen
- Donald Muylle (1952), ondernemer, oprichter Dovy Keukens
- Nathalie Muylle (1969), schepen, federaal minister en volksvertegenwoordiger

## N
- Bernardus Nachtergaele (1784-1850), eerste superior Klein Seminarie
- Koen Naert (1989), atleet
- Yves Ngabu (1988), bokser en voetballer

## O
- Valère Ollivier (1921-1958), voormalig wielrenner
- Godfried Oost (1924-1994), deken
- Willy Ostyn (1913-1993), componist-organist

## P
- Marcella Peers (Moeder Albertine) (1902-1962), bestuurder Stedelijk Ziekenhuis
- Ildefons Peeters (1886-1929), kapucijn, stichter 'De Belgische Standaard'
- Gustaaf Pieters (1842-1923), pionier fotografie in Roeselare

## R
- Emiel Ramoudt (1924-1988), schrijver-journalist
- Machteld Ramoudt (1952), actrice
- Cecile Rapol (1938), feministe, oprichter Vrouwenhuis en Vluchthuis
- Jeroom Renier (1922-1993), wielrenner, organisator wielerwedstrijden
- Albrecht Rodenbach (1856-1880), dichter en vrijheidsstrijder voor Vlaanderen
- Alexander Rodenbach (1786-1869), volksvertegenwoordiger, burgemeester Rumbeke 1844-1869, pionier blindenonderwijs
- Constantin Rodenbach (1791-1846), volksvertegenwoordiger
- Marie-Louise Roosen (1894-1986), eerste vrouwelijke gemeenteraadslid in Roeselare

## S
- Steven Sanders (1976), gitarist, ondernemer, cultureel ambassadeur van de stad Roeselare
- Kristof Santy (1987), kunstschilder, cultureel ambassadeur van de stad Roeselare
- Jozef Seaux (1912-2003), kunstschilder, directeur SASK
- Albert Sercu (1918-1978), wielrenner
- Arthur Sercu (1895-1969), schepen, volksvertegenwoordiger
- Astrid Sercu (1992), actrice en auteur
- Patrick Sercu (1944-2019), wielrenner, olympisch kampioen tijdrit 1964
- Maria Seurinck (1940), eerste vrouw bij stedelijke politie
- Leopold Slosse (1842-1920), pastoor Rumbeke, heemkundige
- Roger Slosse (1914-2005), volksschrijver
- Valeer Snauwaert (1898-1945), stichter-bedrijfsleider tennisrakettenfabriek Snauwaert & Depla
- Joseph Soubry (1889-1984), stichter-bedrijfsleider pastafabrikant Soubry
- Irma Speybrouck (1907-1942), communistisch verzetslid
- Lieven Spyckerelle (1922-2005), actief bij 't Manneke uit de Mane
- Christiane Staessens (1929), senator
- Pieter Staessens (1865-1940), waarnemend burgemeester 1917-1918, vakbondsmilitant
- Jan Steen (1966), acteur
- Marc Steen (1959), priester en hoogleraar
- Roland Storme (1934), voetballer, Gouden Schoen

## T
- Margriet Talpe (1950-2012), Belgisch onderneemster
- Henri Tant (1844-1927), bedrijfsleider, oprichter protestantse gemeenschap
- Johan De Tavernier (1957), theoloog
- Stefaan Tessier (1921-2001), oprichter Dansibo, winnaar Bronzen Blauwvoet voor cultuurverdienste
- Johny Thio (1944-2008), voetballer, clubs: SV Roeselare, Club Brugge
- Reimond Tollenaere (1909-1942), oostfronter

## V
- Gaston Vallaeys (1862-1944), schilder, directeur SASK
- Geert Vanallemeersch (1934-2001), tekenaar, ontwerper
- Hendrik Vanaudenaerde (1929-2001), vakbondsbestuurder
- Lucas Vanclooster (1955), radiojournalist
- Alfons Van Coillie (1884-1949), architect, schepen, senator en bankier
- Jozef Vancoillie (1906-1973), burgemeester Rumbeke
- Irma Vandeginste (1880-1967), eerste vrouwelijke gemeenteraadslid groot-Roeselare (Beveren)
- Joseph Vanden Berghe (1878-1973), politicus en schrijver
- Oscar Vandenbroucke (1886-1978), oprichter REO Veiling
- Tom Vandenkendelaere (1984), Europees Parlementslid
- Yves Vanderhaeghe (1970), voetballer, clubs: Anderlecht, Cercle Brugge, SV Roeselare
- Cécile Vandromme (1890-1977), Franstalige schrijfster (pseudoniem France Adine)
- Albert Vandoorne (1915-1998), toneelspeler
- Stoffel Vandoorne (1992), professioneel autocoureur
- Roger Vangheluwe (1936), voormalig bisschop
- Guillaume Van Keirsbulck (1991), wielrenner
- Willy Vankeirsbulck, oprichter wielerploeg Beveren2000
- Joseph Vanoverberghe (1932-2009), schepen
- Adolf Vanpeteghem (1876-1927), beeldhouwer
- Benjamin Van Tourhout (1977), acteur
- Rosika Verberckt-Heydens (1944), atlete
- Médard Verburgh (1886-1957), kunstschilder
- Antoon Vercruysse (1922-1996), stichter-dirigent koor De Mandelgalm, culturele duizendpoot
- Kathleen Verhelst (1969), politica, federaal parlementslid
- Gianni Vermeersch (1992), wielrenner
- Lut Vermeersch (1930-2003), eerste vrouwelijke schepen
- Brecht Vermeulen (1969), politicus
- Hugo Verriest (1840-1922), sociaal bewogen priester, redenaar "eertijds heeft er een volk bestaan"
- Florimond Verstraete (1887-1974), oprichter vinkenbond A.Vi.Bo.
- Frederic Vervisch (1986), racepiloot, Belgisch kampioen
- Raphaël Verwilghen (1885-1963), architect-stedenbouwkundige
- Lucien Victor (1931-1995), Oekene, wielrenner, olympisch kampioen 1948
- Amaat Vyncke (1850-1888), student/leraar Klein Seminarie, Pauselijk Zoeaaf, stichter De Vlaamsche Vlagge en 't Manneke uit de Mane, Witte Pater

## W
- Jelle Wallays (1989), wielrenner
- Regina Wauters (1795-1874), brouwster bij brouwerij Rodenbach
- Adriaan Willaert (ca.1490-1562), componist